# Проблема
Пробле́ма (др.-греч. πρόβλημα — задача, задание) в широком смысле — сложная теоретическая или практическая нерешённая ситуация, требующая решения; в науке — противоречивая ситуация в теориях, которая выглядит как наличие противоположных позиций в объяснении каких-либо явлений, объектов, процессов и требующая новой адекватной теории для её разрешения; в жизни проблема формулируется в понятном для людей виде «знаю что, не знаю как», то есть известно, что нужно получить, но неизвестно, как это сделать.
Важной предпосылкой успешного решения проблемы служит её правильная формулировка. Неверно сформулированная проблема, или псевдопроблема, уводит в сторону от разрешения подлинных проблем. В системологии алгоритм системно-организационной деятельности начинается с этапа «Проблема», который характеризуется как побуждающий фактор действия (недостаток или проявление чего-либо). Сущность проблемы для человека такова, что требует анализа, оценки, формирования идеи, концепции для поиска ответа (решение проблемы) с проверкой и подтверждением в опыте. Проблемой преимущественно называется вопрос, не имеющий однозначного решения (со степенью неопределённости). Наличием неопределённости проблема отличается от задачи.

## Классификация
Проблемы классифицируют:

### По системным уровням
- Проблемы человечества (глобальные проблемы):
  - качество жизни — экология, здоровье, ресурсы питания и энергоснабжения (тепло, освещение, транспорт и другие);
  - перспектива демографического кризиса;
  - уничтожение лесов;
  - преступность;
  - невежественное отношение к планете;
- государств и регионов:
  - нехватка продовольствия (голод);
  - нехватка сырьевых ресурсов (воды и тому подобное);
  - экономические проблемы (проблемы на рынке труда и тому подобное):
    - коррупция;
    - сырьевой характер экономики (ресурсное проклятие);
- регионов:
  - в России часть регионов на дотации;
- городов:
  - проблемы в социально-бытовой сфере;
  - в сфере жилищно-коммунального хозяйства;
  - в строительстве транспортной инфраструктуры (пробки на дорогах);
- организаций (фирм):
  - кадровые проблемы;
  - снижение спроса на продукцию;
- улиц:
  - недостаточная пропускная способность;
  - высокая аварийность;
  - плохое состояние дорожного покрытия;
- личностей:
  - трудоустройство;
  - жильё;
  - здоровье;
  - семья.

### По возможности прогноза
- плохо прогнозируемые, например, землетрясения или падение метеорита;
- прогнозируемые, например, глобальное потепление.

### По сложности
- проблемы, требующие решение большого количества других проблем, например, нераспространение ядерного оружия;
- проблемы, быстро решаемые, например, переход через улицу, покупка продуктов.

### Психологические проблемы
- Феноменологические;
- Теоретические;
- Философские;
- Методологические;
- Историко-психологические.

## В науке
Наука есть деятельность человека по выявлению проблем незнания (производства знания), а соответственно контроля, прогнозирования, управления явлениями, процессами, событиями. Следует отличать научную деятельность от научного знания. Подмена этих понятий есть проблема управления наукой. Задачи науки и образования различаются в производстве знания и производстве (воспроизводстве) образованных специалистов — учёных. Многие учёные-исследователи формируют школы, направления научно-практического характера.
Научная проблема — это осознание, формулирование концепции о незнании. Если проблема обозначена и сформулирована в виде идеи, концепции, то это значит, что можно приступать к постановке задачи по её решению.
При введении в культуру русского языка понятие «проблема» претерпело трансформацию. В западной культуре проблема — задача требующая решения. В русской культуре проблема — стратегический этап решения задачи, на идейно-концептуальном уровне, когда неявно множество условий, перечень которых может быть формализован и учтён в постановке задачи (перечень условий, параметров, краевые условия (предел значений) которых включены в условия задачи).
Чем сложнее объект рассмотрения (чем сложнее выбранная тема), тем больше неоднозначных, неопределённых вопросов (проблем) оно будет вмещать, и тем сложнее для формулирования задачи и для поиска решений будут проблемы, то есть проблематика научного произведения должна вмещать классификацию и расстановку приоритетов в направлении.
Проблема и проблематика не есть научное знание, но при формулировании дефиниций, тезауруса, идей, концепций выполняется основополагающая методология науки: описание, персонификация (поименование), классификация проблем, задач, направлений, объектов, что является постановочной частью (целеуказанием) для стратегии поисковых работ и практической проверке гипотез, концепций, идей.

## В литературе
Тема и проблема — явления исторически зависимые. Разные эпохи диктуют художникам разные темы и проблемы. Например, автора древнерусской поэмы XII века «Слово о полку Игореве» волновала тема княжеских междоусобиц, и он задавался вопросами: как же заставить русских князей перестать заботиться только о личной выгоде и враждовать друг с другом, как объединить разрозненные силы слабеющего киевского государства?
XVIII век предложил Тредиаковскому, Ломоносову и Державину задуматься о научных и культурных преобразованиях в государстве, о том, каким должен быть идеальный правитель, поставил в литературе проблемы гражданского долга и равенства всех граждан без исключения перед законом. Писатели-романтики интересовались тайнами жизни и смерти, проникали в тёмные закоулки человеческой души, решали проблемы зависимости человека от судьбы и неразгаданных демонических сил, взаимодействия человека талантливого и неординарного с бездушным и приземлённым обществом обывателей.
XIX век с его ориентацией на литературу критического реализма обратил художников к новым темам и заставил размышлять над новыми проблемами:
- в литературу усилиями Пушкина и Гоголя вошёл «маленький человек», и возник вопрос о его месте в обществе и взаимоотношениях с «большими» людьми;
- важнейшей стала женская тема, а вместе с ней и так называемый общественный «женский вопрос»; много внимания этой теме уделяли А. Островский и Л. Толстой;
- тема дома и семьи обрела новое звучание, и Л. Толстой изучал природу связи воспитания и способности человека быть счастливым;
- неудачная крестьянская реформа и дальнейшие общественные потрясения пробудили пристальный интерес к крестьянству, и тема крестьянской жизни и судьбы, открытая Некрасовым, стала ведущей в литературе, а вместе с ней и вопрос: как сложится судьба русского крестьянства и всей великой России?
- трагические события истории и общественные настроения вызвали к жизни тему нигилизма и открыли новые грани в теме индивидуализма, которые получили дальнейшее развитие у Достоевского, Тургенева и Толстого в попытках разрешить вопросы: как предостеречь молодое поколение от трагических ошибок радикализма и агрессивной ненависти? Как примирить поколения «отцов» и «детей» в неспокойном и кровавом мире? Как сегодня понимать отношения между добром и злом и что понимать под тем и другим? Как в стремлении быть непохожим на других не потерять себя?
- Чернышевский обращается к теме общественного блага и спрашивает: «Что делать?», чтобы человек в российском обществе мог честно зарабатывать на безбедную жизнь и тем самым умножать общественное богатство? Как «обустроить» Россию к благополучной жизни? И т. д.

Иногда в искусстве настоящим прорывом становится именно поставленный автором вопрос — новый, неизвестный обществу ранее, но ныне животрепещущий, жизненно важный. Многие произведения для того и создаются, чтобы поставить проблему.

## В предпринимательстве
В предпринимательстве проблема — это препятствие на пути к достижению поставленной цели.
Для решения проблемы требуется провести её анализ и учитывать в проекте как текущие условия, так и риски.